# Référendum albertain de 2021
Le référendum albertain de 2021 est un double référendum consultatif organisé le 18 octobre 2021 afin de permettre à la population de la province canadienne d'Alberta de se prononcer sur deux questions : un retrait du programme de péréquation canadien ainsi que la fin du changement d'heure. 
La province ne pouvant décider de modifier unilatéralement le programme de péréquation, inscrit dans la constitution, le référendum est purement consultatif, l'intention du gouvernement albertain étant de légitimer une future renégociation avec le gouvernement fédéral.
La fin de la péréquation est approuvée à une large majorité, tandis que la fin du changement d'heure échoue de très peu à réunir la majorité absolue des suffrages exprimés.

## Contexte

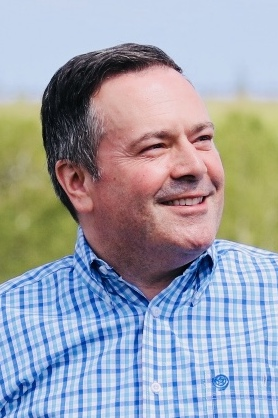
Jason Kenney

Lors des élections albertaines de 2019 le Parti conservateur uni de Jason Kenney promet de tenir un référendum sur la péréquation fédérale, jugeant ce programme contraire aux intérêts de la province. Les conservateurs mettent en avant le fait que l'Alberta a toujours été un contributeur au programme, mais qu'il fait maintenant face à des difficultés économiques. Le Parti conservateur uni remporte les élections et forme un gouvernement majoritaire avec Kenney comme premier ministre. 
La question référendaire est déposée à l'assemblée législative albertaine le 7 juin 2021. Le référendum est organisé en même temps que les élections municipales de la province. Les électeurs se voient proposer de répondre par Oui ou par Non à la question « L'article 36(2) de la Loi constitutionnelle de 1982 - L’engagement du Parlement et du gouvernement du Canada envers le principe des paiements de péréquation - devrait-il être retiré de la Constitution ? »,.
La péréquation étant inscrite dans la Constitution du Canada, la province ne peut en modifier unilatéralement le contenu. Le référendum est par conséquent purement consultatif. Le gouvernement albertain reconnait que le référendum n'aura pas de portée juridique, mais considère qu'il permettra d'obtenir un mandat clair pour ouvrir des négociations constitutionnelles.
Au cours des mois qui précède le référendum, le parlement débat de la fin du système de changement d'heure, afin de conserver toute l'année l'heure d'été. Devant l'absence de consensus, le gouvernement décide de poser directement la question aux électeurs, le même jour que celle sur la péréquation.

## Résultats

### Fin de la péréquation
| Choix                     | Votes     | %     |
| ------------------------- | --------- | ----- |
| Pour                      | 642 501   | 61,68 |
| Contre                    | 399 169   | 38,32 |
|                           |           |       |
| Votes valides             | 1 041 670 | 95,34 |
| Votes blancs et invalides | 50 969    | 4,66  |
| Total                     | 1 092 639 | 100   |
| Abstention                | 1 729 664 | 61,29 |
| Inscrits/Participation    | 2 822 303 | 38,71 |

L'article 36(2) de la Loi constitutionnelle de 1982 - L’engagement du Parlement et du gouvernement du Canada envers le principe des paiements de péréquation - devrait-il être retiré de la Constitution ?
| Pour 642 501 (61,68 %) |  |  | Contre 399 169 (38,32 %) |
| ▲                      |  |  |                          |
| Majorité absolue       |  |  |                          |

### Fin du changement d'heure
| Choix                     | Votes     | %     |
| ------------------------- | --------- | ----- |
| Pour                      | 531 782   | 49,76 |
| Contre                    | 536 874   | 50,24 |
|                           |           |       |
| Votes valides             | 1 068 656 | 97,78 |
| Votes blancs et invalides | 24 304    | 2,22  |
| Total                     | 1 092 960 | 100   |
| Abstention                | 1 729 343 | 61,27 |
| Inscrits/Participation    | 2 822 303 | 38,73 |

Voulez vous que l'Alberta adopte toute l'année l'heure d'été, éliminant ainsi le besoin de changer d'heure deux fois par an ?
| Pour 531 782 (49,76 %) |  |  | Contre 536 874 (50,24 %) |
| ▲                      |  |  |                          |
| Majorité absolue       |  |  |                          |

## Conséquences
Une très large majorité des votants se prononce pour la fin de la péréquation, mais rejette à une très faible majorité la fin du changement d'heure.